# La Buxerette
La Buxerette – miejscowość i gmina we Francji, w Regionie Centralnym, w departamencie Indre.
Według danych na rok 1990 gminę zamieszkiwało 168 osób, a gęstość zaludnienia wynosiła 15 osób/km² (wśród 1842 gmin Regionu Centralnego La Buxerette plasuje się na 970. miejscu pod względem liczby ludności, natomiast pod względem powierzchni na miejscu 1086.).